# Смит, Уилсон
Уилсон Смит (англ. Wilson G. Smith; 19 августа 1856, Элирия — 27 февраля 1929, Кливленд) — американский композитор.
Окончил Университет Цинциннати, ученик Отто Зингера. С 1880 г. учился в Берлине у Фридриха Киля, Ксавера Шарвенки, Морица Мошковского и Оскара Райфа. По возвращении в США обосновался в Кливленде, преподавал фортепиано, орган, вокал и композицию. Избирался председателем Ассоциации музыкальных педагогов Огайо.
Автор многочисленных фортепианных пьес, в том числе дидактического назначения, среди которых выделяются «Этюды в октавах, в форме вариаций на оригинальную тему» Op. 68 (1902). Сочинял также песни.